# جيمس داير
جيمس داير (بالإنجليزية: James Dyer)‏ (1809 - 24 نوفمبر 1876) هو لاعب كريكت بريطاني (وحمل سابقاً جنسية المملكة المتحدة لبريطانيا العظمى وأيرلندا).